# 東方三博士の礼拝 (ステファノ・ダ・ヴェローナ)
『東方三博士の礼拝』（とうほうさんはかせのれいはい、伊: Adorazione dei Magi、英: Adoration of the Magi）は、イタリアの国際ゴシック様式を代表する画家ステファノ・ダ・ヴェローナが1434年に板上にテンペラで描いた絵画である。現在、ミラノのブレラ美術館に所蔵されている。
絵画の主題は、「マタイによる福音書」 (2章)  にある「東方三博士の礼拝」である。しかし、この作品では絢爛豪華な趣味が宗教的要素を凌駕し、ミニアチュールのように細かく描写された衣装や装飾品が何よりも目につく。背景に見えるラクダや黒人など異国趣味も欠かせない要素である。金箔張り漆喰の使用などに見られる技法が、このように凝った図像に見事に適合している。

## 歴史
作品の画面中央に金色の文字で「Stefanus」と署名と制作年が記されているが、これをどう解釈するかについては何人かの研究者により議論されている。しかし、本作は、マニエリスム期の画家・著述家のジョルジョ・ヴァザーリの『画家・彫刻家・建築家列伝』に言及されており、いずれにしてもステファノがヴェローナに戻った1425年から死亡した1438年の間に制作されたものである。19世紀に、作品はヴェローナのオットリーニ (Ottolini) 家に所有されていたが、ドメニコ・ビアソーリ (Domenico Biasoli) に譲渡された。ビアソーリは、1818年に本作をステファノ・フィオレンティーノ (Stefano Fiorentino) の作品としてブレラ美術館に売却した。

## 作品

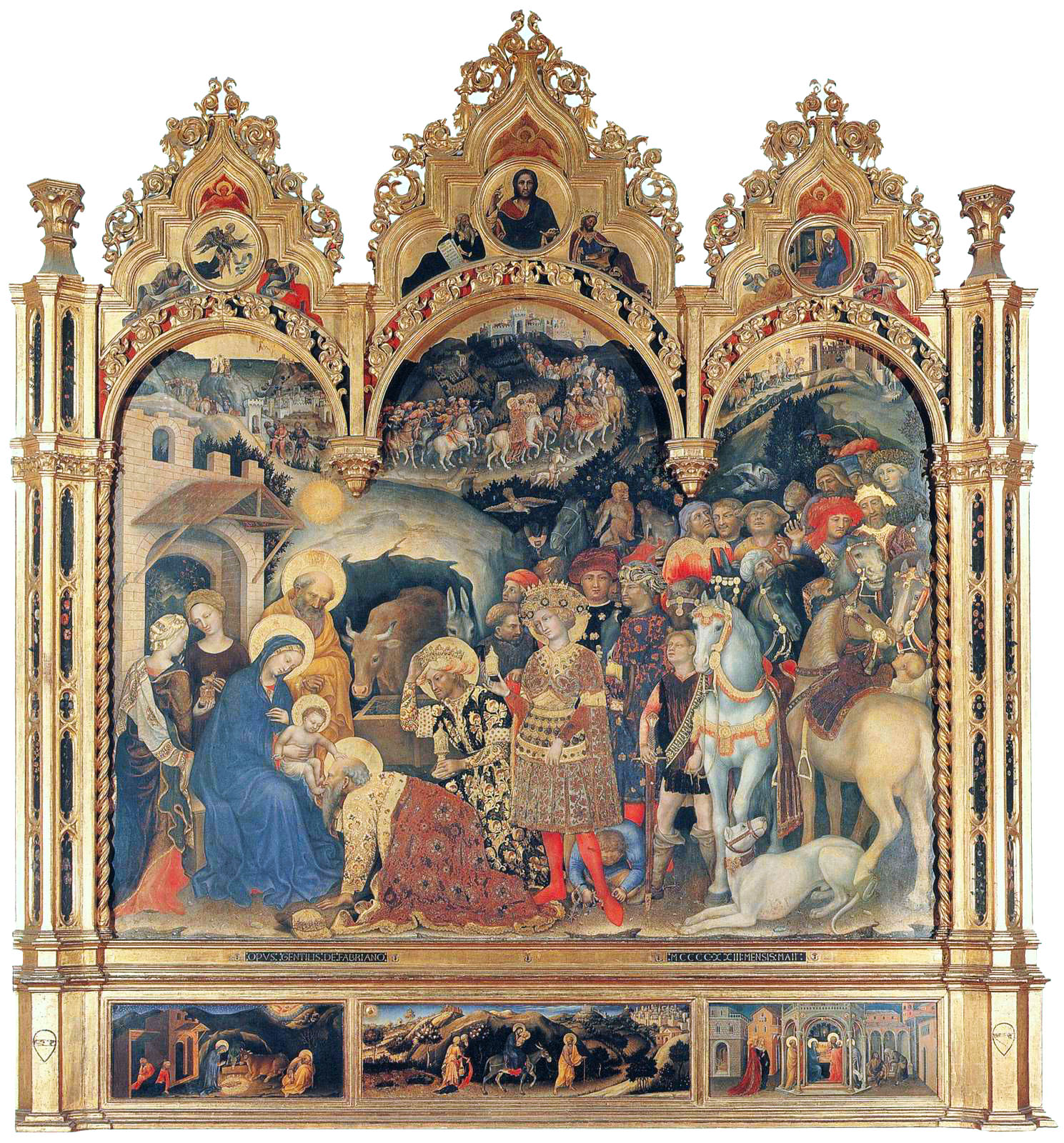
ジェンティーレ・ダ・ファブリアーノ『東方三博士の礼拝』 (1423年)、 ウフィツィ美術館、フィレンツェ

本作のいくつかの部分は、ジェンティーレ・ダ・ファブリアーノが1432年に制作した『東方三博士の礼拝』(ウフィツィ美術館) 、あるいは本作とジェンティーレの作品両方の共通の手本となった、なんらかの作品に依拠している。絵画は2つの部分から成り立っている。画面下半分は、幼子イエス・キリストと聖母マリアを礼拝する東方三博士 (マギ) と随行者たちの行列を表している。上半分には、羊飼いたちの集団、彗星に導かれてやってくる東方三博士の到着、犬とラクダのいる行列の最後尾を表した場面がある。また、中景には『聖書』の記述にはない狩猟の場面さえある。
前景には、牡牛とロバのいる小屋の中で幼子イエスを膝に抱く聖母が表されている。3人のマギは、それぞれ異なった姿で表されている。老年のマギは王冠を取り、跪いている。彼は幼子に精緻な金の品物を贈っており、幼子はそれを受け取り、彼を祝福するために手を伸ばしている。中年のマギは王冠を取り、金箔を施したカスケットを左手に持った姿で表されている。青年のマギは背後から情景を見ている。イエスの後ろにいる光輪のある2人の人物は、聖ヨセフと聖アンナである。マギたちの従者にはモンゴル人からムーア人まで多くの人種がいる。
豪華な馬具、行列中の人々の空想的な帽子は、ステファノの友人であったピサネロの作品中の同様の事物に類似しており、1431年のフィレンツェ公会議で見ることのできたビザンチン帝国宮廷の衣服に触発されている。小屋の屋根にいるクジャクは、初期キリスト教時代のキリストの「復活」と永遠性の象徴である。古代ローマ時代からクジャクの肉は、腐らないとみなされていたからである。 スミレはキリストの「謙遜」を、赤いカーネーションは「情熱」を象徴している。